# 6870 Pauldavies
6870 Pauldavies (1992 OG) là một tiểu hành tinh vành đai chính bên trong được phát hiện ngày 28 tháng 7 năm 1992 bởi R. H. McNaught ở Siding Spring.